# Kaminaljuyú

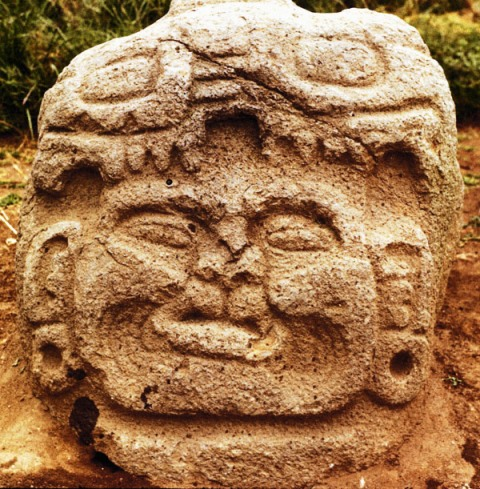

Kaminaljuyú egy ókori maja romváros, Közép-Amerikában, Guatemala területén, a fővárosban, Guatemalavárosban. A maja nyelvű név azt jelenti, hogy „Haláldomb”. A város a maja civilizáció egyik első városa, a preklasszikus korszak elején, Kr. e. 800-ban alapították. Feltételezik, hogy Teotihuacán befolyásolhatta Kaminaljuyú létrejöttét, különösen azért is, mert a város a maja szállásterület szélén jött létre és talán közvetítői szerepe is lehetett a többi maja terület felé.  
Az épületek itt még nem kőből, hanem vályogból készültek; eddig körülbelül 400-at tártak fel. A régészeti kutatás azonban igen nehézkesen halad és problémás, mivel a lelőhely a városban található. Az újkorban először a 19. században Alfred P. Maudsley, majd 1925-ben Manuel Gamio végzett itt kutatásokat.